# Super Science Stories
Super Science Stories est un pulp de science-fiction publié par la maison d'édition Popular Publications de 1940 à 1943 et de 1949 à 1951.